# Вест Мемфис (Арканзас)
Вест Мемфис (енгл. West Memphis) град је у америчкој савезној држави Арканзас.

## Демографија
По попису из 2010. године број становника је 26.245, што је 1.421 (-5,1%) становника мање него 2000. године.
| Група             | 2000.          | 2010.          |
| Белци             | 11.563 (41,8%) | 8.843 (33,7%)  |
| Афроамериканци    | 15.473 (55,9%) | 16.667 (63,5%) |
| Азијати           | 148 (0,5%)     | 103 (0,4%)     |
| Хиспаноамериканци | 279 (1,0%)     | 419 (1,6%)     |
| Укупно            | 27.666         | 26.245         |